# Sébastien Saint-Pasteur
Sébastien Saint-Pasteur, né le 8 décembre 1980 à Tarbes, est un homme politique français.
Membre du parti socialiste, il est conseiller départemental de la Gironde depuis le 29 mars 2015 et député de la 7e circonscription de la Gironde depuis le 18 juillet 2024. 

## Biographie
Sébastien Saint-Pasteur naît le 8 décembre 1980 à Tarbes, dans les Hautes-Pyrénées. Il étudie à l’Institut d'études politiques de Bordeaux puis est chargé de mission auprès du conseil régional d'Aquitaine et attaché parlementaire du député socialiste Alain Rousset de 2007 à 2017. Il est conseiller départemental de la Gironde depuis 2015 (vice-président en charge de l’accès au droit, de la santé, du numérique, des services publics de proximité) et conseiller municipal d’opposition à Pessac. Tête de la liste « Réinventons Pessac ensemble » (union de la gauche) aux élections municipales de 2020, il est battu par le maire Horizons sortant, Franck Raynal, avec une marge de « quelques centaines de voix ». Il est néanmoins réélu conseiller municipal d’opposition et conseiller communautaire de Bordeaux Métropole.
Lors des élections législatives de 2024, il est élu député de la 7e circonscription de la Gironde, recevant, au second tour, 43,82 % des suffrages contre 33,85 % pour la député Renaissance sortante et ancienne ministre Bérangère Couillard et 22,33 % pour Clémence Naveys-Dumas, candidate Rassemblement national. Il devient membre du groupe socialiste et apparentés et de la commission de la Défense nationale et des Forces armées.

## Résultats électoraux

### Élections législatives
| Année | Parti | Parti | Circonscription                  | 1er tour | 1er tour | 1er tour | 2d tour | 2d tour | 2d tour |
| Année | Parti | Parti | Circonscription                  | Voix     | %        | Rang     | Voix    | %       | Issue   |
| ----- | ----- | ----- | -------------------------------- | -------- | -------- | -------- | ------- | ------- | ------- |
| 2024  |       | PS    | 7e circonscription de la Gironde | 21 913   | 38,50    | 1er      | 24 810  | 43,82   | Élu     |

### Élections départementales
| Année | Parti | Parti | Circonscription    | 1er tour | 1er tour | 1er tour | 2d tour | 2d tour | 2d tour |
| Année | Parti | Parti | Circonscription    | Voix     | %        | Rang     | Voix    | %       | Issue   |
| ----- | ----- | ----- | ------------------ | -------- | -------- | -------- | ------- | ------- | ------- |
| 2015  |       | PS    | Canton de Pessac-2 | 6 694    | 40,69    | 1er      | 7 934   | 50,86   | Élu     |
| 2021  | 4 884 | PS    | Canton de Pessac-2 | 40,71    | 1er      | 4 841    | 57,71   | Élu     |         |